# GSC 02620-00648
GSC 02620-00648 — двойная звезда в созвездии Геркулеса на расстоянии приблизительно 1708 световых лет (около 524 парсек) от Солнца. Возраст звезды определён как около 2,9 млрд лет.
Вокруг звезды обращается, как минимум, одна планета.

## Характеристики
Первый компонент (WDS J17532+3713A) — жёлто-белая звезда спектрального класса F. Видимая звёздная величина звезды — +11,592m. Масса — около 1,388 солнечной, радиус — около 1,9 солнечного, светимость — около 5,159 солнечной. Эффективная температура — около 6161 K.
Второй компонент (WDS J17532+3713B). Видимая звёздная величина звезды — +16,1m. Удалён на 1,6 угловой секунды.

## Планетная система
В 2007 году группой астрономов проекта TrES было объявлено об открытии планеты TrES-4.